# Gabriel Mac
Gabriel Mac es un autor y periodista estadounidense. De 2007 a 2012, fue reportero de Mother Jones, y finalmente ocupó el puesto de reportero de derechos humanos. También ha escrito para The New York Times Magazine, Rolling Stone y otras publicaciones.
Mac nació en Cleveland, Ohio.
En 2002, obtuvo una licenciatura en inglés y psicología de la Universidad Estatal de Ohio. En 2006, obtuvo una maestría en Bellas Artes de la Universidad de Nueva Orleans en no ficción.

## Carrera
De 2007 a 2013, Mac trabajó en Mother Jones, donde comenzó como pasante y fue ascendiendo desde verificador de datos y corrector hasta publicar como escritor. De 2010 a 2013 fue reportero de Derechos Humanos, cargo que fue creado para Mac.
Mac ha cubierto historias tanto nacionales como internacionales, que incluyen Tailandia, Haití, Australia, Birmania, Uganda, la República Democrática del Congo y Bután. Mac trabajó en una amplia cobertura del derrame de petróleo de Deepwater Horizon en 2010. Ha aparecido en MSNBC, PBS,  NPR, Democracy Now!, la BBC y Al Jazeera. Ha sido descrito por Newsweek de diversas formas como digno de confianza, "un completo tipo malo" por The American Prospect, y "un joven bisexual profano" por The Wall Street Journal. 
En 2010, Mac publicó For Us Surrender Is Out of the Question: A Story from Birma's Never-Ending War, que trataba sobre su experiencia en Tailandia y relatos de la crisis de refugiados de quienes huyen de la cercana Birmania. Inicialmente fue a Tailandia en 2006 para enseñar inglés y pasó seis semanas en el país, donde aprendió más sobre la crisis de refugiados karen.
En julio de 2011, Mac escribió un ensayo para GOOD sobre cómo intentar utilizar el sexo violento para tratar su trastorno de estrés postraumático, que según Mac se desencadenó al informar sobre el terremoto de Haití de 2010, e incluía un relato de primera mano a través de Twitter de su estancia con una mujer traumatizada por violación. La escritora Roxane Gay, haitiana-estadounidense, apoyó a Mac y relató sus experiencias personales de primera mano en Haití, Luisiana y otros lugares en los que Mac vivió y trabajó como escritor. La periodista Marjorie Valbrun escribió en Slate que encontró el artículo problemático desde la perspectiva de un periodista, mientras que la escritora Debra Dickerson, que también escribe para Slate, consideró que el artículo era valiente.
Jezabel publicó una "cartaabierta a los editores" de GOOD firmada por 36 periodistas e investigadoras, condenando la falta de comprensión de Mac sobre el contexto de Haití, diciendo que estaba perpetuando estereotipos. La periodista Elspeth Reeve escribió en defensa del ensayo de Mac en The Atlantic, examinando las motivaciones detrás de la carta de Jezabel. Conor Friedersdorf, otro periodista de The Atlantic, cuestionó las críticas de que Mac estaba operando bajo una "mentalidad colonialista", y en lugar de eso vio la carta de Jezabel como un chivo expiatorio injustificado para Mac. En Essence, la escritora haitiana-estadounidense Edwidge Danticat dijo que conoció a la víctima de violación haitiana sobre la que Mac escribió y alegó que Mac no tenía permiso para escribir sobre la víctima. El periodista Ansel Herz escribió en su blog que sentía que Mac había violado la ética periodística. Las periodistas Amanda Taub y Jina Moore y otros cuestionaron el método del reportaje mediante tuits en vivo, así como la cuestión del consentimiento. Mac respondió a través de una entrevista en Ms., discutiendo la respuesta a su ensayo personal.
En marzo de 2012, Mother Jones publicó un artículo de Mac sobre cómo trabajar encubierto en un almacén como recolector en logística de terceros.
En 2015, Mac publicó su segundo libro, Irritable Hearts: A PTSD Love Story, que describía su experiencia con el trastorno de estrés postraumático. El libro fue un examen más detallado de su viaje personal con el trastorno de estrés postraumático, que inicialmente fue el tema del ensayo que escribió para la revista GOOD en 2011.
En 2016, Mac viajó a Cuba para documentar observadores de aves extremos para Audubon.
En 2017, Mac escribió un artículo para Rolling Stone sobre la exploración del uso de alucinógenos para tratar la depresión y el trastorno de estrés postraumático, y la red clandestina utilizada por los profesionales en los Estados Unidos.
Desde 2013, Mac trabaja como periodista independiente.
En 2021, Mac apareció en la portada de la revista New York Magazine, donde habla de sus experiencias con la faloplastia, una cirugía de afirmación de género para hombres transgénero.

## Vida personal
Mac conoció a Nico Ansel en 2010 mientras informaba sobre el terremoto en Haití. En 2019, mencionó que se había "casado cis-hetero dos veces, usando vestidos largos blancos" y se había divorciado dos veces, en referencia a las relaciones anteriores a su transición.
En un ensayo de viaje para el New York Times en octubre de 2018, Mac mencionó de pasada que "no sólo era queer sino también abiertamente trans". Al año siguiente, GQ publicó un ensayo más explícito, escrito con su nuevo nombre (estilizado en la portada como "Gabriel Mac McClelland "), analizando su historia de abuso sexual y sus experiencias recientes con la transición de género mental y médica.
En un artículo para la revista New York que cubre su procedimiento de faloplastia, Mac afirma que se identifica como gay y asexual, y que tiene novio.

## Premios
- Junio de 2010: Premio Sidney, por el artículo de Mother Jones, "Depresión, abuso, suicidio: las esposas de los pescadores enfrentan un trauma posterior al derrame", sobre el derrame de petróleo de Deepwater Horizon en 2010[40]
- Octubre de 2010: Sociedad de Periodistas Profesionales, Capítulo del Norte de California, Periodista Emergente Destacado[41]
- Octubre de 2010: Asociación de Noticias en Línea, Premio de Periodismo en Línea, Blogs/Reportajes de Temas en Línea, Sitio Medium para la cobertura del equipo de Mother Jones sobre el derrame de petróleo de BP[42]
- Diciembre de 2010: San Francisco Chronicle, Lo mejor de 2010 libros de autores del Área de la Bahía para For Us La rendición está fuera de discusión: una historia de la guerra interminable de Birmania[43]
- Abril de 2011: Premio de la Revista Nacional a la redacción de artículos destacados, nominación por el artículo de Mother Jones, "Para nosotros, la rendición está fuera de discusión"[44]
- Agosto de 2011: Sociedad de Periodistas Ambientales, 1er lugar, Outstanding Beat Reporting, Large Market por la cobertura en equipo de la cobertura del derrame de petróleo de BP: Josh Harkinson, Mac McClelland, Kate Sheppard, Julia Whitty, por Mother Jones[45]
- Agosto de 2011: Premio Literario de la Paz de Dayton, finalista (libro)[46]
- 2012: Sociedad de Periodistas Profesionales, Capítulo del Norte de California, Premio a la redacción de artículos destacados por el artículo de Mother Jones, "Yo era un esclavo asalariado en un almacén"[47]
- Abril de 2013: Premio de la Revista Nacional a la redacción de artículos, nominación por el artículo de Mother Jones, "I Was a Warehouse Wage Slave""[48][49]
- 2013: Sociedad de Periodistas Profesionales, Capítulo del Norte de California, Premio a la narración destacada por el artículo de Mother Jones, "Esquizofrénico. Asesino. Mi primo"[50]
- 2013: Asociación de Mujeres en las Comunicaciones, Premio Clarion a la redacción de largometrajes
- 2014: Asociación de Mujeres en las Comunicaciones, Premio Clarion a la redacción de largometrajes
- 2013: Premio Webby, homenajeado oficial
- 2013: Premio Nacional de Periodismo MOLLY, terna
- 2017: Premio Nacional de Revista a la redacción de artículos destacados, nominación por el artículo de Audubon, "El engaño es la cosa con plumas"[51][52]

## Obras y publicaciones
Libros
- McClelland, Mac (2010). For Us Surrender Is Out of the Question a Story from Burma's Never-Ending War. New York: Soft Skull Press. ISBN 978-1-593-76378-7. OCLC 693761834.
- McClelland, Mac (2015). Irritable Hearts: A PTSD Love Story. New York: Flatiron Books. ISBN 978-1-250-05289-6. OCLC 938241219.